# Diana Budisavljević
Diana Budisavljević   (Innsbruck, 15 de gener de 1891 - Innsbruck, 20 d'agost de 1978) va ser una metgessa i humanista d'origen austríac que va organitzar operacions de rescat a gran escala per a serbis i jueus en camps d'extermini a l'Estat independent de Croàcia, durant la Segona Guerra Mundial. Es calcula que va salvar més de 12.000 persones.